# Ammar Merrichkou
Ammar Merrichkou (arabe : عمار مريشكو), né le 20 juin 1942 et mort le 16 décembre 2022, est un footballeur tunisien. Il a passé toute sa carrière à l'Avenir sportif de La Marsa.

## Biographie
Né en 1942, il est remarqué très jeune pour son talent et sa technique. Participant au concours des jeunes footballeurs, il se classe sixième en 1958, avant de le remporter l'année suivante tout en contribuant à la victoire de son équipe en finale de la coupe de Tunisie des juniors.
Son apprentissage en seniors ne dure pas longtemps et, en 1961, il réussit plusieurs exploits, devenant le meilleur buteur du championnat avec 18 buts en 17 matchs. Il remporte également la coupe de Tunisie avec un exploit jusqu'ici inégalé, celui de marquer trois buts en finale. Les portes de la sélection nationale s'ouvrent alors devant lui ; il remporte avec elle la coupe arabe des nations et la médaille d'argent des Jeux de l'Amitié tenus à Dakar en 1963. Mais les blessures ne l'épargnent pas et sa carrière est stoppée à l'âge de 26 ans. 
Ammar Merrichkou meurt le 16 décembre 2022 à l'âge de 80 ans.

## Palmarès
- Vainqueur de la coupe arabe des nations en 1963 ;
- Vainqueur de la coupe de Tunisie en 1961 ;
- Finaliste de la coupe de Tunisie en 1965 et 1966 ;
- Vainqueur de la coupe de Tunisie de football (juniors) en 1959 ;
- Vainqueur du concours du meilleur jeune footballeur en 1959 ;
- Médaille d'argent aux Jeux de l'Amitié de Dakar en 1963 ;
- Meilleur buteur du championnat tunisien en 1961 (18 buts).

## Statistiques

### Avenir sportif de La Marsa
- Championnat : 142 matchs et 63 buts
- Coupe : 32 matchs et 18 buts

### Sélection nationale
- 16 sélections et 6 buts